# Facultad de Ciencias Políticas, Sociales y de la Comunicación (Universidad de La Laguna)
La Facultad de Ciencias Políticas, Sociales y de la Comunicación de la Universidad de La Laguna, creada en 2014 y extinguida en 2019, se localiza en el campus de Guajara. Acogió los grados de Sociología, Antropología Social, Trabajo Social y el Grado en Periodismo. Pasó a denominarse "Facultad de Ciencias Sociales y de la Comunicación" en 2018 (http://www.gobiernodecanarias.org/boc/2018/178/009.html).
Las autoridades académicas de la Facultad, y en concreto el Decano, son los responsables del cumplimiento y organización de los planes de estudios, aprobados por la Junta de Facultad. Esta Junta, a su vez está formada por una representación de los profesores, los alumnos y el personal de administración y servicios (PAS), renovándose su composición en los primeros meses de cada curso académico. El decanato, las oficinas administrativas, la mayor parte del profesorado y del alumnado tienen se hallan en un edificio compartido con la Facultad de Derecho. Las titulaciones de Ciencias de la Comunicación y Periodismo están localizadas en el edificio conocido como "la Pirámide". Ambos edificios están en el Campus de Guajara de la Universidad de La Laguna.

## Historia
La Facultad es resultado de la agrupación de organismos universitarios como resultado de las políticas de ajuste presupuestario desencadenadas tras la crisis del euro en 2010. Es el resultado de agrupar dos facultades previas: la Facultad de Ciencias Políticas y Sociales, en la que se impartían los Grados de Sociología y Trabajo Social (no de Ciencias Políticas, a pesar de su nombre), y la Facultad de Ciencias de la Información en 2014.
La Facultad de Ciencias de la Información comienza su andadura en el curso académico 1986/87, poco después de la desaparición de la antigua Escuela Oficial de Periodismo de la Universidad de La Laguna (creada en 1964) y que formalmente había sido una Sección de la Escuela Oficial de Periodismo de Madrid. 
Desde sus inicios ha tenido diversas ubicaciones hasta que en 1995 se traslada a su ubicación actual en el campus de Guajara, al edificio conocido como la Pirámide.
Desde el 12 de junio de 2014 esta Facultad se fusiona con otros centros, creándose la Facultad de Ciencias Políticas, Sociales y de la Comunicación. La titulación de Grado en Periodismo queda enmarcada en la Sección de Ciencias de la Comunicación y tiene como objetivos la docencia e investigación en áreas relacionadas con las Ciencias de la Comunicación: Periodismo, Comunicación Audiovisual, Publicidad y Relaciones Públicas. De la rama de ciencias sociales se imparten los siguientes títulos: Sociología, Trabajo Social y Antropología Social.

## Departamentos
- Departamento de Ciencias de la Información
- Departamento de Filología Española
- Departamento de Derecho Constitucional y Ciencia Política
- Departamento de Derecho Financiero, del Trabajo y de la Seguridad Social
- Departamento de Derecho Internacional, Procesal y Mercantil
- Departamento de Economía Aplicada
- Departamento de Filología Inglesa y Alemana
- Departamento de Historia
- Departamento de Estadística, Investigación Operativa y computación
- Departamento de Geografía
- Departamento de Sociología y Antropología

## Estadísticas
| 1998/99 | 1999/00 | 2000/01 | 2001/02 | 2002/03 | 2003/04 | 2004/05 | 2005/06 | 2006/07 | 2007/08 | 2008/09 | 2009/10 |
| ------- | ------- | ------- | ------- | ------- | ------- | ------- | ------- | ------- | ------- | ------- | ------- |
| 290     | 282     | 288     | 296     | 287     | 287     | 297     | 275     | 229     | 219     | 234     | 264     |

## Galería

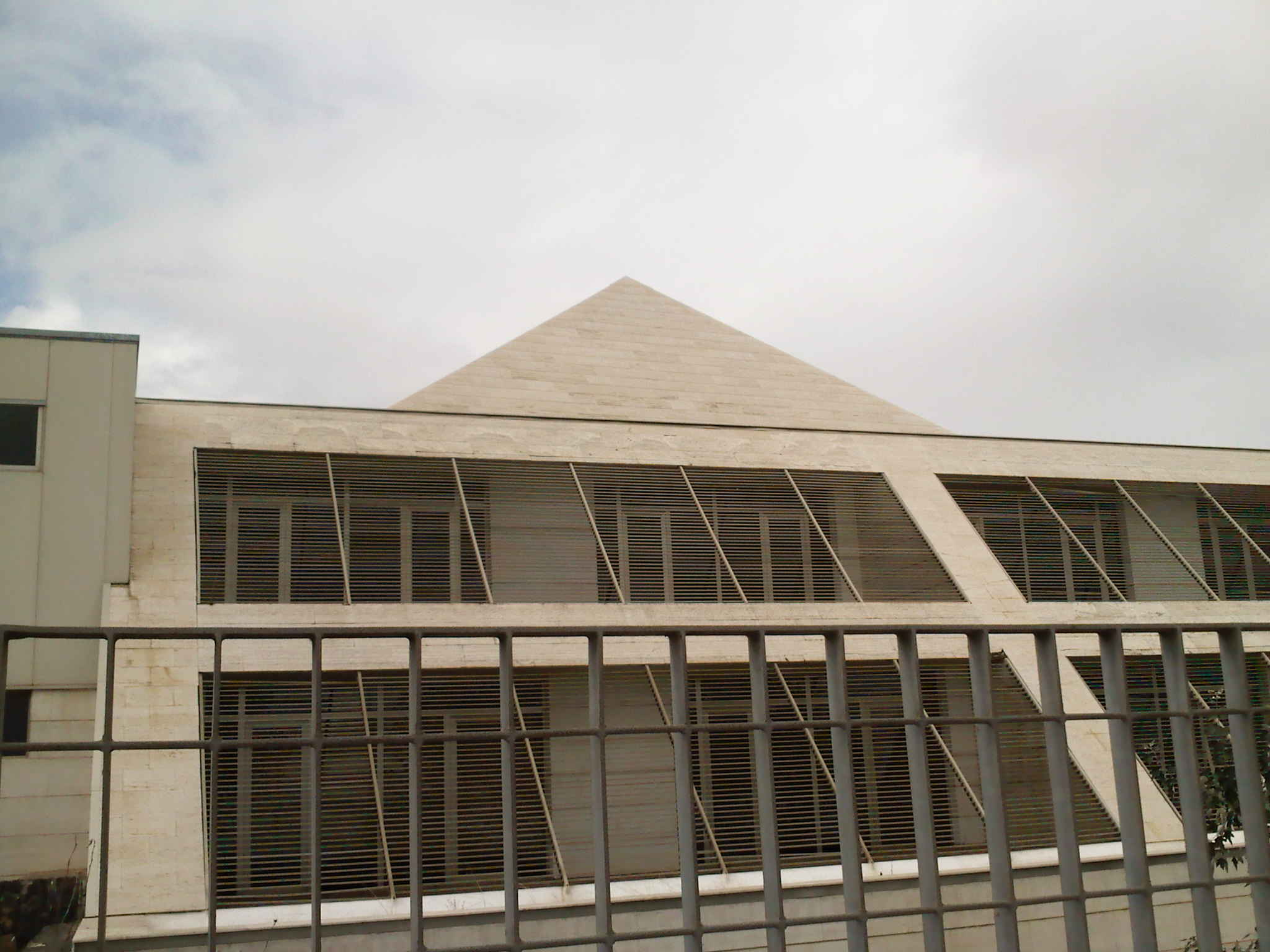
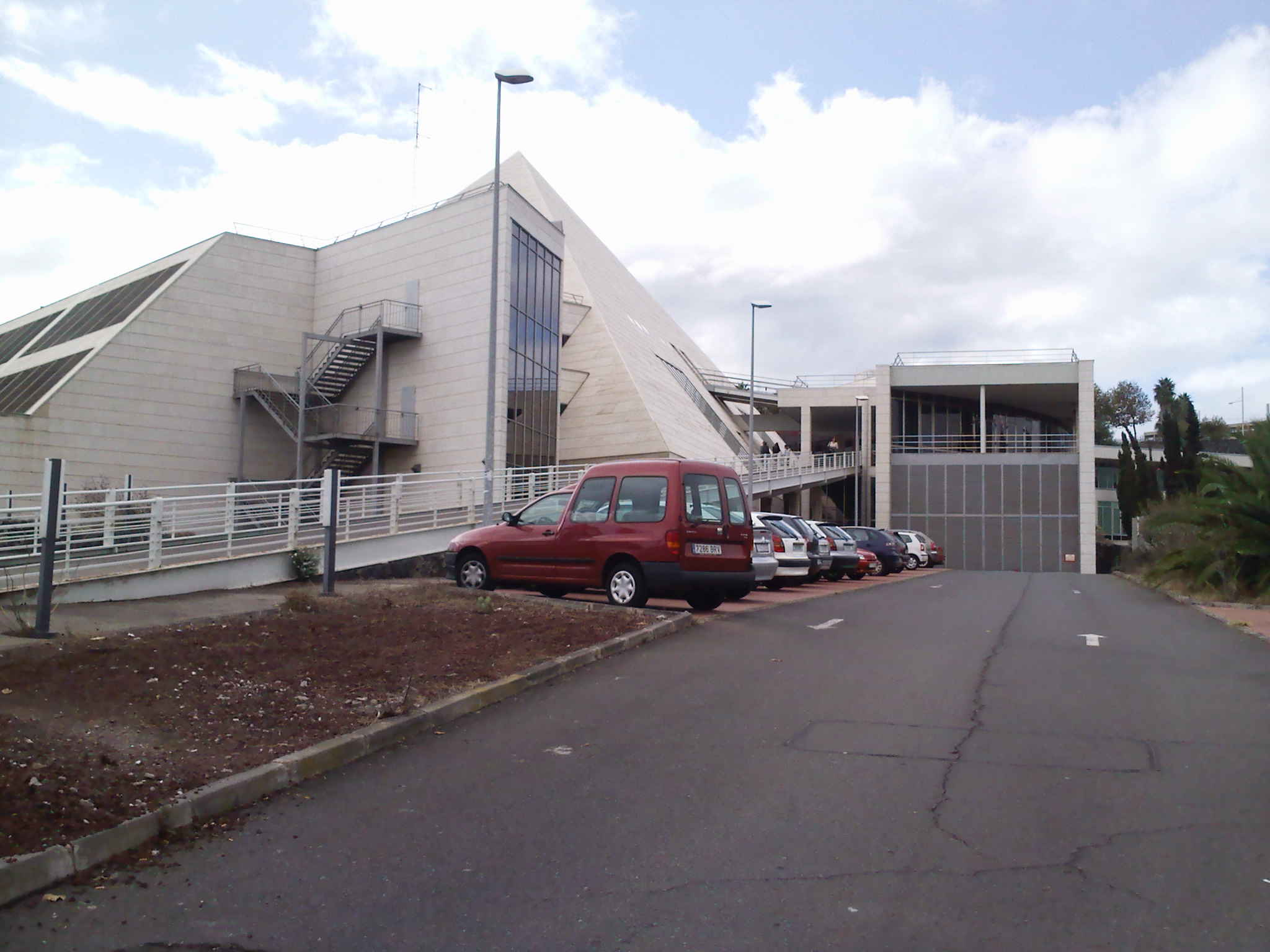
Entrada por la avenida Cesar Manrique.
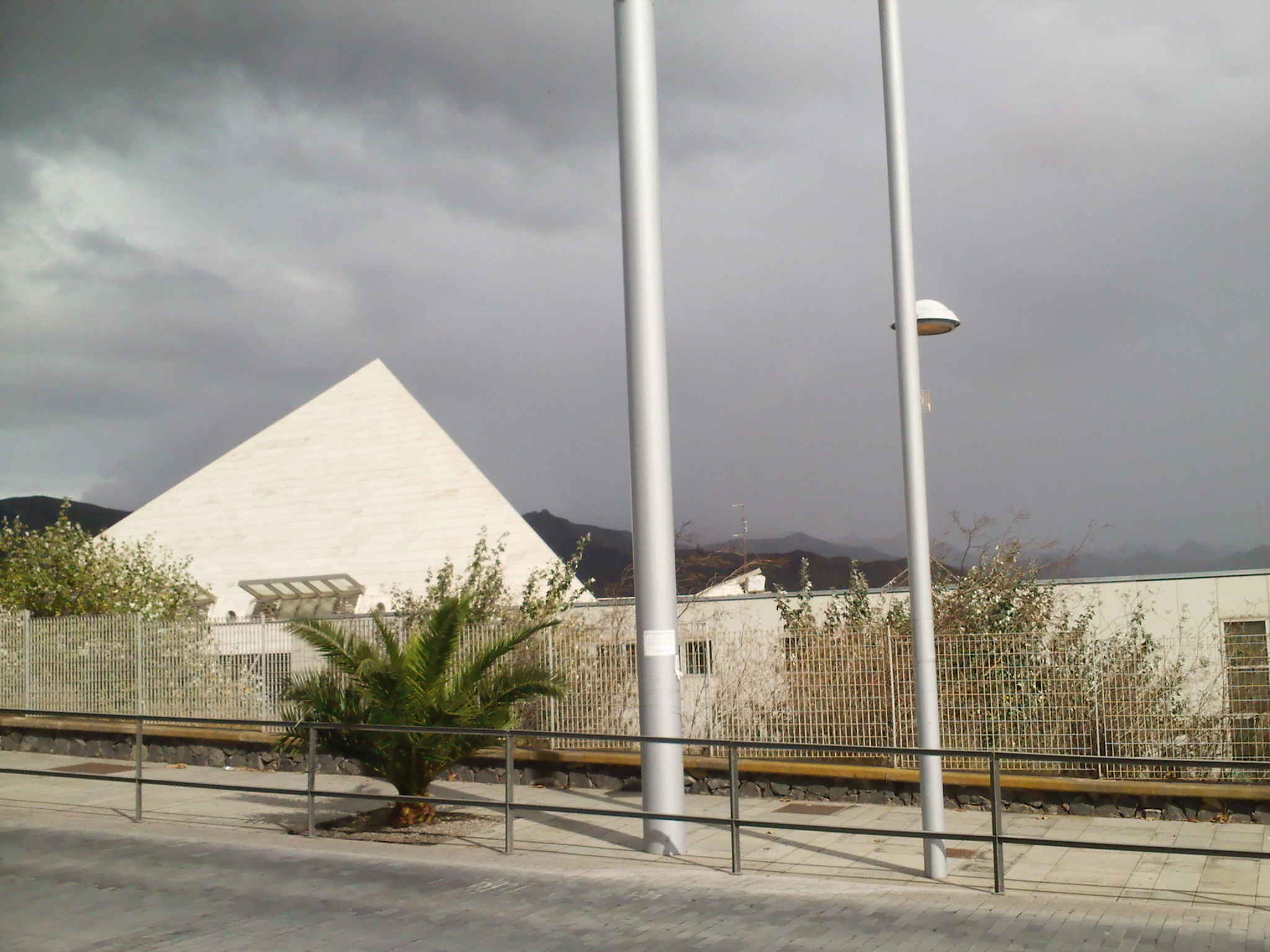